# Geographie Albaniens

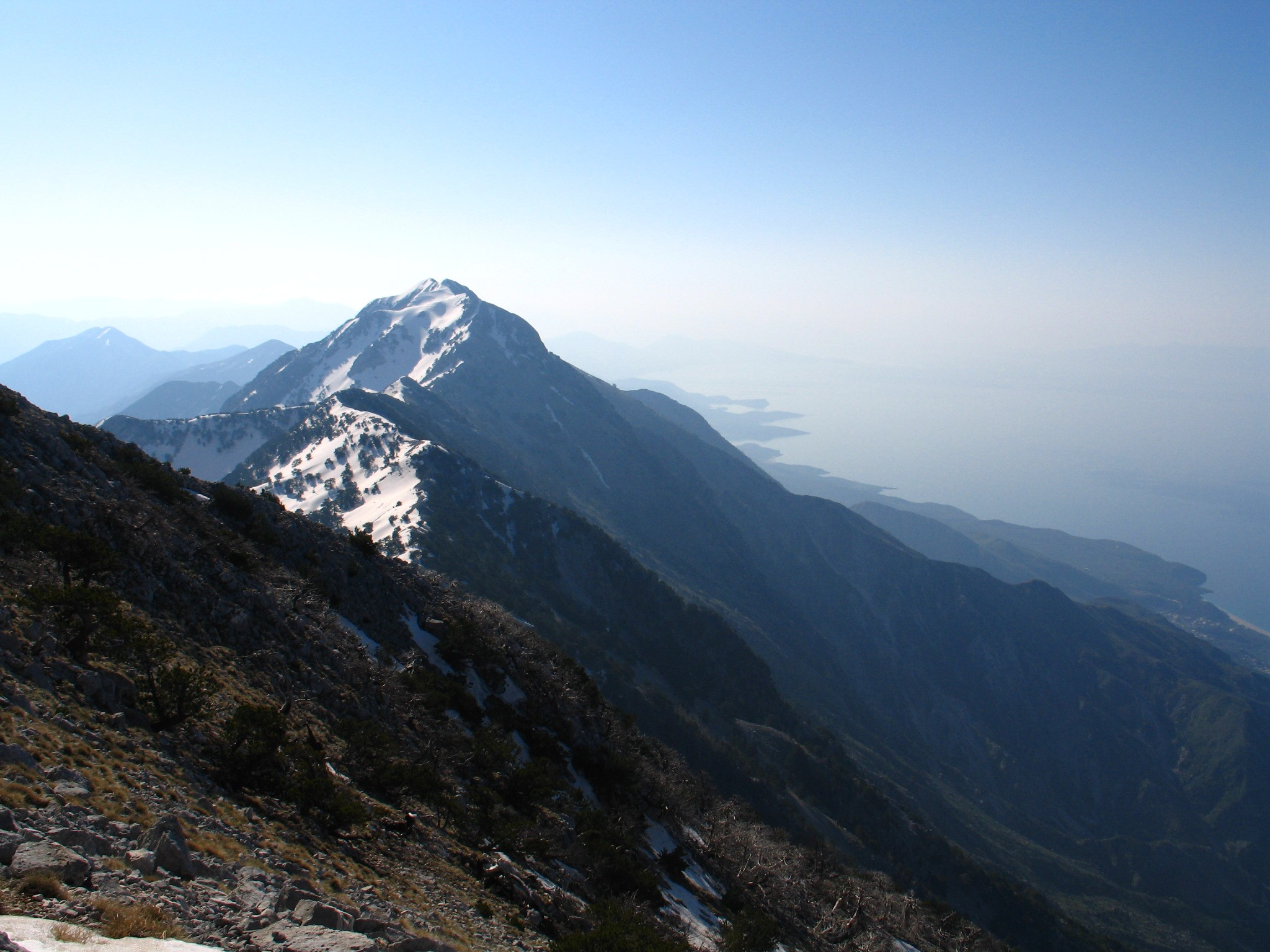
Die Albanische Riviera und das Ionische Meer von der Maja e Çikës gesehen

Die Republik Albanien liegt in Südosteuropa auf der Westhälfte der Balkanhalbinsel. Es bildet zusammen mit einigen ex-jugoslawischen Staaten die geographische Region des Westbalkans. Das Land verfügt über 720 Kilometer Landgrenzen, welche den Staat im Nordwesten von Montenegro (173 km), im Nordosten von Kosovo (114 km), im Osten von Nordmazedonien (151 km) und im Südosten von Griechenland (282 km) trennen. Die westliche Grenze wird im Norden durch das Adriatische Meer und im Süden durch das Ionische Meer gebildet. Die Küstenlinie des Landes beträgt rund 362 km.
Das Land hat eine Fläche von 28.748 Quadratkilometern, etwas weniger als Belgien oder Brandenburg. Bei einer Bevölkerungszahl von 2.800.138 (2011) beträgt die Bevölkerungsdichte 97,4 Einwohner pro Quadratkilometer.
Wie der ganze Mittelmeerraum liegt auch Albanien in einer tektonisch sehr aktive Region. Schwere Erdbeben sind immer wieder aufgetreten, so zum Beispiel 1967, 1979 (Erdbeben in Montenegro 1979) und mehrfach 2019 (Erdbeben am 26. November 2019).

## Physische Geographie

### Räumliche Gliederung
Albanien wird zumeist grob in vier Regionen gegliedert: Die Albanischen Alpen befinden sich im Norden des Landes und umfassen das Gebiet zwischen Skutarisee, Drin und Valbona. Zum Zentralen Bergland (Krahina malore qendrore) gehören alle südlich angrenzenden Berge bis zur griechischen Grenze südlich von Erseka. Es wird ein nördlicher und ein südöstlicher Teil unterschieden, deren Grenze auf der Höhe von Librazhd verläuft. Das Südliche Bergland (Krahina malore jugore) umfasst den gebirgigen Süden mit der Küste des Ionischen Meers, dem Tal des Drino, dem Mittellauf der Vjosa und dem Unterlauf des Osum. Die vierte Großregion ist die Küstenebene mit dem angrenzenden Hügelland.
Zahlreiche Unterregionen können hervorgehoben werden. Im Nordteil des Zentralen Berglands sind dies unter anderem das Bergland der Mirdita und von Puka im Nordwesten, die südlich angrenzende Mat-Senke, die zentralen Gebirgsstöcke der Lura-Kette östlich davon, das Korabgebirge respektive Vargu Lindor (Ostkette) an der Grenze zu Mazedonien sowie die Berggebiete von Martanesh und Çermenika im Südosten. Im südöstlichen Teil des Zentralen Berglands sind das Shkumbin-Tal, die angrenzenden Mokra-Berge und die Valamara (2373 m ü. A.), die Ebene von Korça mit dem Oberlauf des Devoll sowie ganz im Süden die Region von Kolonja erwähnenswert. Im Norden des Südlichen Berglands liegt der Tomorr-Gebirgsstock. Der Zentralteil wird eingenommen von den Gebirgszügen Trëbëshinj-Dhëmbel-Nemërçka und Shëndeli-Lunxherië-Bureto. Westlich davon liegen die Kurvelesh-Region und an der Küste das Ceraunische Gebirge. Die Küstengebiete werden unter anderem in die Ebene Mbishkodra am Skutarisee, die Ebene Nënshkodra zwischen Drin und Küste, die Ebene von Tirana, die Karsthügel der Dumreja, die Myzeqe-Ebene und das Hügelland Mallakastra geteilt.

### Topografie

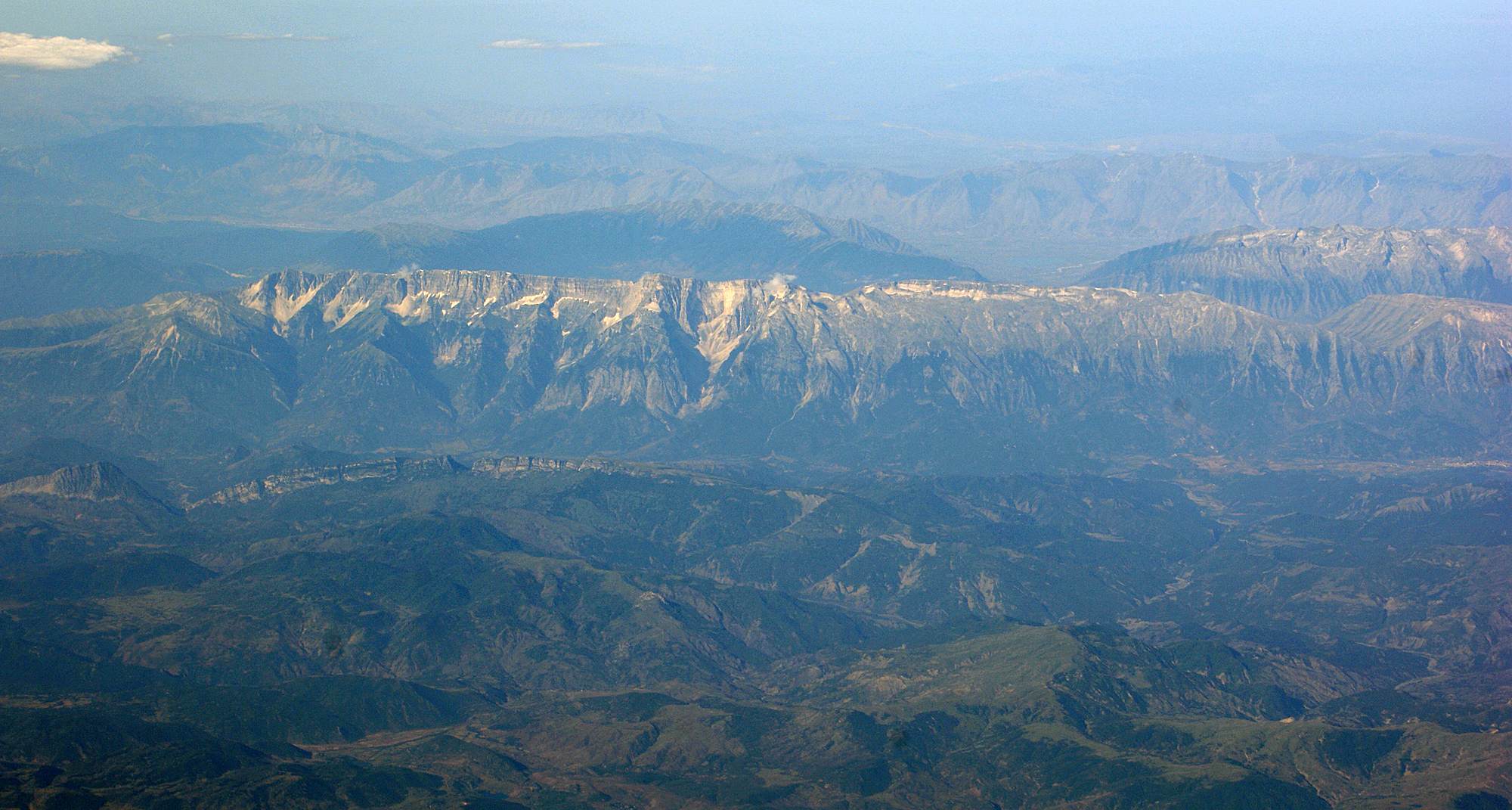
Südliches Bergland mit Hochland von Kolonja, Vjosa-Tal, Nemërçka-Gebirgszug, Lunxheri-Berge, Drino-Tal und Mali i Gjerë (von vorne)

Albanien wird von Hügelland, Bergen und Hochgebirgen geprägt, die etwa zwei Drittel des Landes einnehmen. Lediglich entlang der Adriaküste befindet sich eine Schwemmlandebene, die im Süden bei Vlora beginnt und sich im Norden entlang des Skutarisees bis zur Grenze zu Montenegro erstreckt. In Mittelalbanien dehnt sie sich zur großen Myzeqe-Ebene aus. Die Adriaküste ist geprägt von zahlreichen Lagunen und Feuchtgebieten. Die Küste des Ionischen Meers steigt hingegen steil zu den hohen Bergen des Ceraunischen Gebirges auf.
Ein markantes Randgebirge trennt die Küstenebene vom östlich liegenden Bergland. Es erstreckt sich von der montenegrinischen Grenze im Norden bis ins südalbanische Bergland. Sein zentraler Teil ist das Skanderbeggebirge (auch Kruja-Kette genannt; ihr höchster Berg ist der Dajti). 
Die meisten Gebirgs- und Hügelzüge Albaniens verlaufen in einer nordnordwestlichen Richtung.
Die Albanischen Alpen ganz im Norden bilden den südlichsten Teil des Dinarischen Gebirges. Die Albanischen Alpen bestehen aus stark verkarsteten Bergen und tiefen Schluchten. In Dibra auf der Grenze zu Mazedonien liegt der höchste Berg des Landes, die Maja e Korabit (2764 Meter). Die Maja e Jezercës (2694 m) ist der zweithöchste Berg; sie liegt gänzlich in Albanien. Viele Gebirge sind stark von Karst geprägt und enthalten mitunter zahlreiche Höhlen. Die Atmos-Höhle in Südalbanien gilt als Höhle mit dem weltweit größten bekannten Höhlensee mit Thermalwasser.
Die größte Insel an der albanischen Küste ist Sazan (5,7 km²). Sie liegt am Eingang zur Bucht von Vlora und ist heute unbewohnt.

### Gewässer

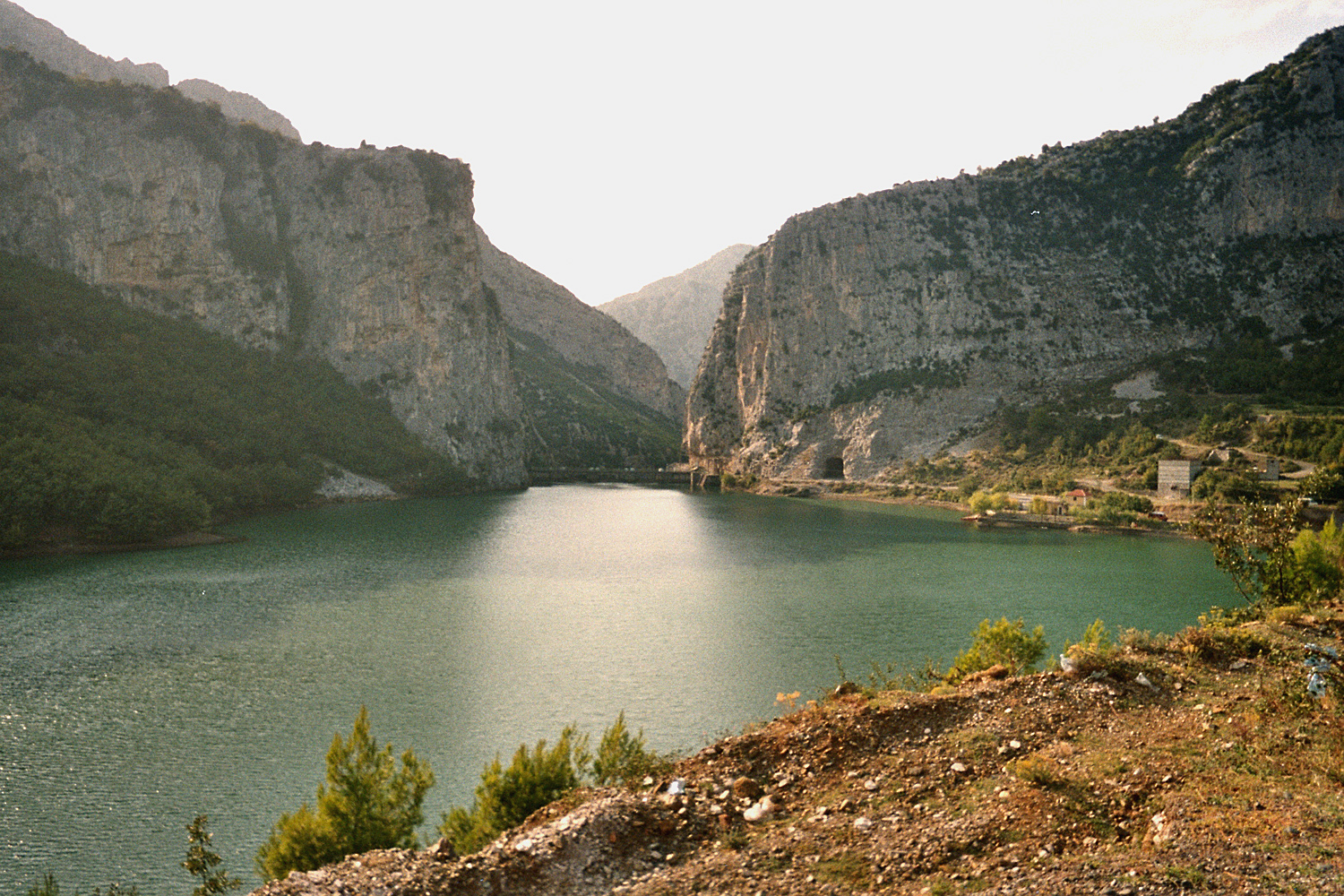
Shkopet-Stausee und Durchbruch des Mat durchs Randgebirge

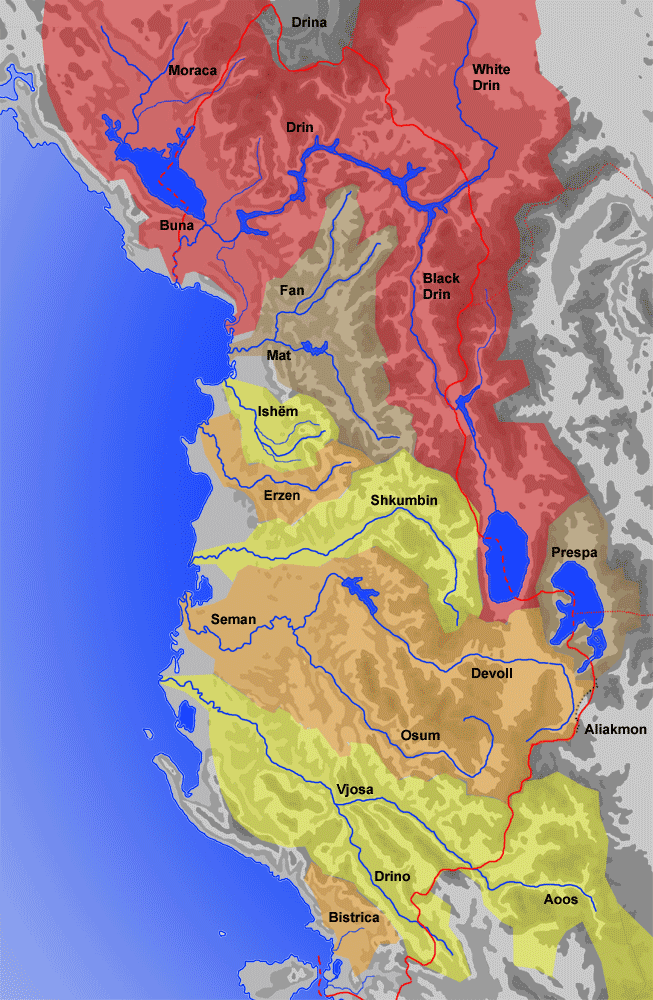
Karte der wichtigsten Flüsse und Einzugsgebiete

Das Land besitzt ungefähr 362 Kilometer Küstenlinie entlang der Adria und des Ionischen Meers.
Der längste Fluss ist der Drin mit 282 Kilometer Länge. Der Schwarze Drin entspringt dem Ohridsee und vereinigt sich bei Kukës mit dem aus Kosovo kommenden Weißen Drin. Der Drin mündet in die Buna; ein kleines Altwasser mündet bei Lezha in die Adria. Die Flüsse Shkumbin, Vjosa, Mat, Erzen und Seman, der aus dem Zusammenfluss von Osum und Devoll entsteht, münden alle in die Adria. Fast alle längere Flüsse entspringen im Bergland und durchbrechen in ihrem Verlauf mindestens eine Bergkette; der Nebenfluss Lengarica in einer äußerst schmalen Klamm. Der einzige namhafte ins Ionische Meer mündende Fluss ist die Bistrica.
Praktisch das ganze Land wird ins Adriatische Meer und ins Ionische Meer entwässert. Nur das Gebiet von Vermosh ganz im Norden des Landes gehört zum Einzugsgebiet der Donau und entwässert ins Schwarze Meer. Und im Südosten im Kreis Devoll wird ein kleines Gebiet über den Aliakmonas in die Ägäis entwässert.
Albanien weist eine Vielzahl verschiedener Typen von Seen auf. Der flache und 368 Quadratkilometer große Shkodrasee an der montenegrinischen Grenze gilt als größter See der Balkanhalbinsel. Der Ohridsee an der mazedonischen Grenze ist sehr alt und tief. Der Große Prespasee im Dreiländereck zu Griechenland und Mazedonien weist keinen oberirdischen Abfluss auf. Der Kleine Prespasee – mit 45 Quadratkilometern der kleinste dieser Aufzählung – ist trotz der ihn umgebenden Berge eher flach. Im Küstengebiet sind noch drei größere Lagunen zu vermerken, der Butrintsee, die Lagune von Narta und die Lagune von Karavasta. Von Karstseen ist vor allem die Dumreja zwischen Elbasan und Lushnja geprägt. Eine Vielzahl kleinerer Gletscherseen befinden sich in Nordostalbanien im Nationalpark Lura-Mali i Dejës.
Der Drin wurde drei Mal gestaut, so dass die Stauseen Fierza, Koman und Vau-Deja entstanden. Auch der Mat wird zwei Mal gestaut (Ulza-Stausee, Shkopet-Stausee), am Devoll wurden in den 2010er Jahren zwei Staustufen gebaut. Auch viele kleinere Flüsse werden zur Stromerzeugung genutzt.
In kommunistischer Zeit sind im ganzen Land kleine Stauseen für die Bewässerung angelegt worden. Es gibt rund 600 Staubecken, das größte davon ist der Wasserspeicher Thana. Das Bovilla-Reservoir dient nebst der Bewässerung primär der Trinkwasserversorgung Tiranas. Ein umfangreiches Netz von Bewässerungskanälen stellte landwirtschaftliche Erträge trotz des heißen Klimas sicher. Andererseits wurden die vor dem Zweiten Weltkrieg stark versumpften und Malaria-verseuchten Küstenebenen systematisch entwässert und trockengelegt, um die landwirtschaftlich nutzbare Fläche zu erweitern.

## Bevölkerungsgeographie

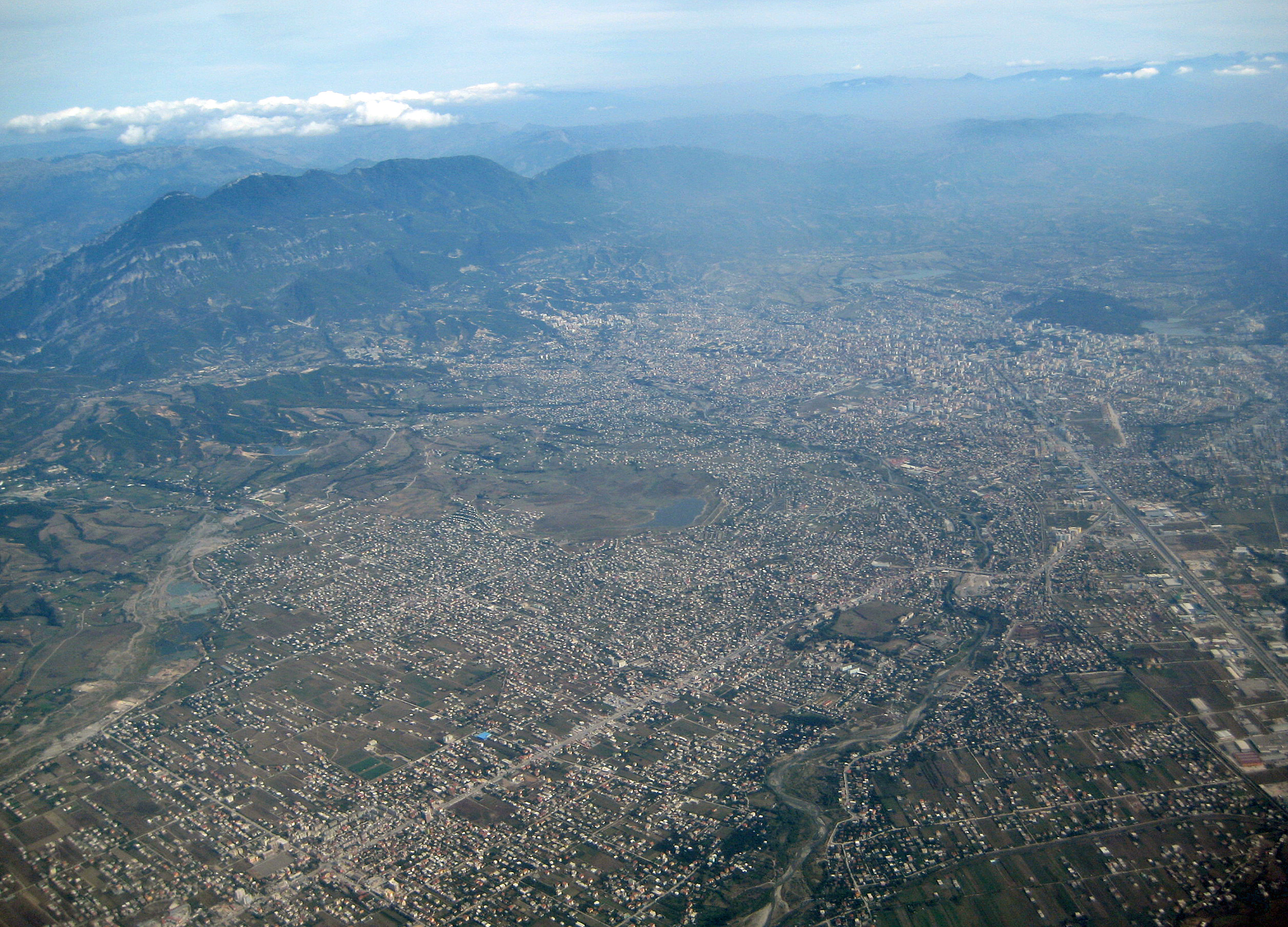
Starke Zersiedelung bei Tirana. Im Hintergrund Küstenrandgebirge mit Dajti

Die Bevölkerung konzentriert sich vor allem auf die Küstenebene und einige wichtige Täler. Bis in die 1990er Jahre war die Küstenebene noch mehrheitlich landwirtschaftlich genutzt. Allmählich dehnten sich die Städte immer mehr ins Umland aus. Vor allem in Mittelalbanien ist eine starke Zersiedlung festzustellen. Am deutlichsten ist dies im Metropolregion Tirana-Durrës, wo die beiden größten Städte des Landes zu einem einzigen Großraum zusammenwachsen und mindestens ein Drittel der Einwohner des Landes leben. Zur Agglomeration Tirana gehört auch die Stadt Kamza, deren Einwohnerzahl sich in den 20 Jahren nach dem Zusammenbruch des Kommunismus versiebenfacht hat.
Andere wichtige Siedlungszentren sind die Städte Elbasan, Vlora, Shkodra, Korça, Fier, Berat, Lushnja, Kavaja und Pogradec.
Die Berggebiete und das Hügelland sind weniger dicht bis kaum besiedelt. Viele dieser Randgebiete sind von starker Abwanderung betroffen.

## Klima
An der Küste herrscht ein ausgeprägtes Mittelmeerklima, das im Winter durch feuchtmildes und im Sommer durch heißes, trockenes Wetter geprägt ist. Im Landesinneren herrscht ein kontinentales Klima mit warmen Wetter im Sommer und teils sehr kalten, schneereichen Wintern.
|                                  | Jan  | Feb  | Mär  | Apr  | Mai  | Jun  | Jul  | Aug  | Sep  | Okt  | Nov  | Dez  |
| -------------------------------- | ---- | ---- | ---- | ---- | ---- | ---- | ---- | ---- | ---- | ---- | ---- | ---- |
| minimale Temperatur (°C)         | 2,0  | 2,0  | 5,0  | 8,0  | 12,0 | 16,0 | 17,0 | 17,0 | 14,0 | 10,0 | 8,0  | 5,0  |
| maximale Temperatur (°C)         | 12,0 | 12,0 | 15,0 | 18,0 | 23,0 | 28,0 | 31,0 | 31,0 | 27,0 | 23,0 | 17,0 | 14,0 |
| Feuchtigkeit in %                | 71   | 69   | 68   | 69   | 70   | 62   | 57   | 57   | 64   | 67   | 75   | 73   |
| Regentage                        | 13   | 13   | 14   | 13   | 12   | 7    | 5    | 4    | 6    | 9    | 16   | 17   |
| Sonnenschein (h/Tag)             | 4    | 4    | 5    | 7    | 8    | 10   | 12   | 11   | 9    | 7    | 3    | 3    |
| Quelle: Klimadaten von Lexas.net |      |      |      |      |      |      |      |      |      |      |      |      |

Am meisten Niederschlag wird in den Albanischen Alpen gemessen. In Boga sind es über 3000 Millimeter pro Jahr.